# Ignacijeva godina
Ignacijeva godina je crkveni jubilej u spomen petstogodišnjice obraćenja i četiristogodišnjice kanonizacije sv. Ignacija Loyole, utemeljitelja Družbe Isusove, nakon ranjavanja topovskom kuglom u Bitci kod Pamplone 1521. Svečano je proglašena 21. svibnja 2021. u katedrali u Pamploni i trajala je do 31. srpnja 2022. Potpuni oprost vjernicima Katoličke Crkve i njihovim pokojnicima te starima i nemoćnima mogao se zadobiti u svim crkvama Družbe Isusove. U Hrvatskoj pokrajini Družbe Isusove oprosne crkve bile su Bazilika Srca Isusova u Zagrebu, crkva sv. Ignacija u Dubrovniku, crkva Bezgrješnog Srca Marijina u Zagrebu, crkva svetog Petra u Beogradu te crkve Presvetog Srca Isusova u Osijeku i Splitu.